# Президентская кампания Роберта Кеннеди-младшего (2024)
Роберт Фрэнсис Кеннеди-младший объявил о выдвижении своей кандидатуры на президентские выборы в США 2024 года 19 апреля 2023 года. Первоначально он баллотировался от Демократической партии, но 9 октября 2023 года объявил, что будет баллотироваться как независимый кандидат. Хотя кандидаты от третьих партий и независимые кандидаты редко добиваются таких же высоких результатов на выборах, как в ходе опросов, опрос, проведенный Институтом политических исследований Куиннипиака, опубликованный 1 ноября 2023 года, показал, что Кеннеди набрал бы 22 процента голосов, если бы президентские выборы 2024 года состоялись в то время. Более того, даже вопреки решению снять свою кандидатуру, Кеннеди-младший получил более полумиллиона голосов избирателей, проигнорировавших его снятие.